# Traian Pop
Traian Pop (n. 10 februarie 1885, Șinca Veche, Brașov – d. 12 noiembrie 1960) a fost un jurist român, membru de onoare al Academiei Române din 1948, si Ministru al Inventarului Public (al Avuției Publice în perioada 28 septembrie 1939 – 3 iulie 1940). A fost profesor universitar de drept penal la Universitatea din Cluj.
Traian Pop a fost un exponent din Regatul României al școlii pozitiviste de drept penal. În opinia lui, criminalitatea este un fenomen complex, fiind influențată de o serie de factori individuali biologici, sociali, fizici, juridici.

## Publicatii Academice[4]
- Dicționar juridic român-maghiar și maghiar-român (1921)
- Drept penal comparat (1921)
- Curs de Criminologie (1928)
- Drept penal (1924)
- Drept procesual penal: vol. 1: Partea introductivă
- Drept procesual penal: vol. 2: Partea generală. Raportul procesual penal. Jurisdicțiunea. Competența. Subiecții procesuali. Acțiunea penală. Acțiunea civilă
- Drept procesual penal: vol. 3: Partea generală (continuare). Acte, termene, nulități și măsuri procedurale. Probele
- Proiectul Codului Penal din 1933 și Codul Penal Carol II (1939)
- Drept procesual penal (1947)

## Familia lui Traian Pop

#### Părinți
- Tată: Ioan Pop
  - Data nașterii: 28 decembrie 1850
  - Data decesului: 17 decembrie 1933
  - Profesie: Învățător
  - Locul nașterii: Ulieșu Mare, comuna Râciu, județul Mureș
- Mamă: Reghina Raț
  - Data nașterii: 3 iulie 1859
  - Data decesului: 11 decembrie 1895
  - Profesie: Fiica notarului Nicolae Raț
  - Locul nașterii: necunoscut
- Data căsătoriei părinților: 24 octombrie 1875
- Locul căsătoriei: Șinca Veche, județul Brașov

#### Frați și surori
1. Victoria Pop
  - Data nașterii: 25 iulie 1879
  - Căsătorită cu: Învățător Ioan Fătu pe 14 iulie 1901
  - Locul de reședință: Curtea părintească
2. Traian Pop
  - Data nașterii: 10 februarie 1885
  - Data decesului: 12 noiembrie 1960
  - Stare civilă: Necăsătorit
  - Locul de reședință: Cluj Napoca
  - Locul de înmormântare: Cimitirul Central din Cluj Napoca
3. Lucreția Pop
  - Data nașterii: 1 mai 1887
4. Ioan Pop
  - Data nașterii: 18 iulie 1889
5. Camil Pop
  - Data nașterii: 18 iulie 1891